# Харамаки (одежда)

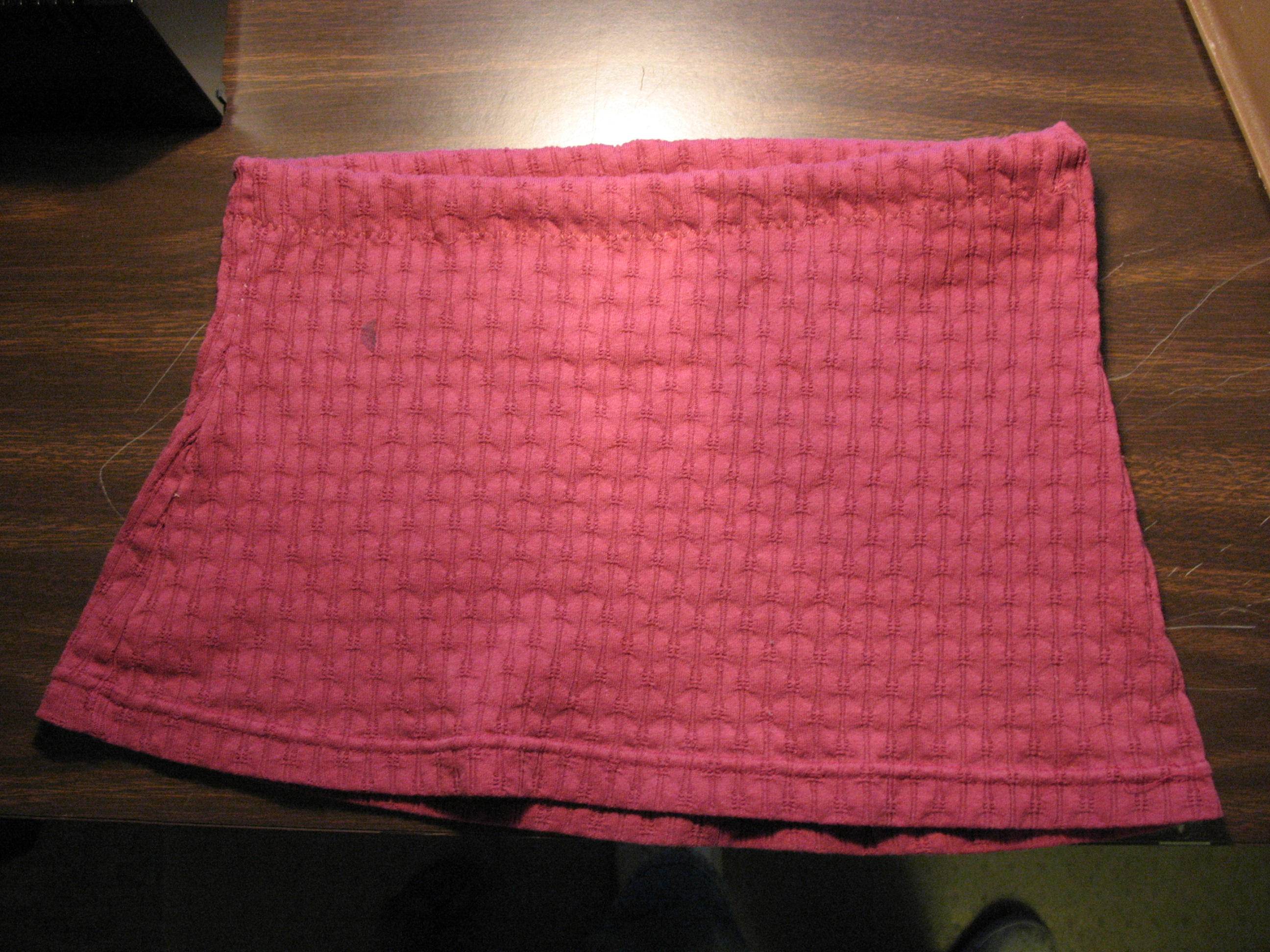
Пояс харамаки

Харамаки (яп. 腹巻 харамаки, дословно «обмотка вокруг живота») — пояс, элемент японской одежды. Как правило, его носят для лечебных или декоративных целей. Современные харамаки имеют мало общего с одноимённым элементом самурайской брони, распространённым в средневековой Японии, и представляют собой широкую полосу эластичной ткани, которая надевается вокруг живота и скрепляется со стороны спины.

## История
Во время Первой японо-китайской войны и Второй мировой войны семья выдавала солдату, уходящему на фронт, харамаки из сэннинбари, полосы материи, украшенной тысячей стежков, сделанных тысячей разных женщин. Мать, сестра или жена солдата стояли на улице и просили у прохожих женщин по стежку, пока их не набиралось тысяча. Пояс служил в качестве амулета, призванного оберегать солдата в бою. В наши дни пояса харамаки популярны в японской моде. Сейчас их делают из многих разновидностей ткани. Считается, что Сигэсато Итои и его компания Hobonichi вновь сделали пояс харамаки популярным, тогда как до этого он считался старомодным предметом одежды.